# Ỳ
Cette page contient des caractères spéciaux ou non latins. S’ils s’affichent mal (▯, ?, etc.), consultez la page d’aide Unicode.
Ỳ (minuscule : ỳ), appelé Y accent grave, est un graphème utilisé dans l’écriture du gallois, du timbira, du vietnamien et du malgache. Il est aussi utilisé dans les romanisation ISO 233 et ISO 9.
Il s'agit de la lettre Y diacritée d'un accent grave.

## Représentations informatiques
Le Y accent grave peut être représenté avec les caractères Unicode suivants :
- précomposé (latin étendu additionnel)[1] :

| forme     | représentation | chaîne de caractères | point de code | description                            |
| --------- | -------------- | -------------------- | ------------- | -------------------------------------- |
| capitale  | Ỳ              | Ỳ                    | U+1EF2        | lettre majuscule latine y accent grave |
| minuscule | ỳ              | ỳ                    | U+1EF3        | lettre minuscule latine y accent grave |

- décomposé (latin de base, diacritiques) :

| forme     | représentation | chaîne de caractères | point de code | description                                        |
| --------- | -------------- | -------------------- | ------------- | -------------------------------------------------- |
| capitale  | Ỳ              | Y◌̀                   | U+0059 U+0300 | lettre majuscule latine y diacritique accent grave |
| minuscule | ỳ              | y◌̀                   | U+0079 U+0300 | lettre minuscule latine y diacritique accent grave |

- Il peut aussi être représenté dans des anciens codages ISO/CEI 8859-14 :
  - capitale Ỳ : AC
  - minuscule ỳ : BC
- VISCII :
  - capitale Ỳ : AF
  - minuscule ỳ : CF